# 1910 Mikhailov
1910 Mikhailov eller 1972 TZ1 är en asteroid i huvudbältet som upptäcktes den 8 oktober 1972 av den sovjetisk-ryska astronomen Ljudmila Zjuravljova vid Krims astrofysiska observatorium på Krim. Den har fått sitt namn efter den sovjetiske astronomen Aleksandr A. Mikhailov.
Asteroiden har en diameter på ungefär 37 kilometer och den tillhör asteroidgruppen Eos.